# Parafia św. Piotra Apostoła w Caboolture
Parafia św. Piotra Apostoła w Caboolture – parafia rzymskokatolicka, należąca do archidiecezji Brisbane.
Przy parafii funkcjonuje katolicka szkoła podstawowa św. Piotra i katolicki College św. Kolumbana.